# Vittorio Caprioli
Vittorio Caprioli, född 15 augusti 1921 i Neapel, Kampanien, död 2 oktober  1989 i samma stad, var en italiensk skådespelare och manusförfattare.

## Filmografi i urval
- 1950 – Rampljusets barn (roll)
- 1951 – Atoll K (roll)
- 1952 – Totò a colori (roll)
- 1953 – Febbre di vivere (roll)
- 1954 – Fest i Neapel (roll)
- 1959 – Arrangiatevi (roll)
- 1959 – Generalen (roll)
- 1961 – Leoni al sole (manus, regi och roll)
- 1966 – Jag, jag, jag och de andra (roll)
- 1973 – Il boss (roll)
- 1973 – Le och låtsas dö (manus och roll)
- 1974 – Galen till tusen! (roll)
- 1974 – Il poliziotto è marcio (roll)
- 1975 – Catherine & Cie (roll)
- 1976 – En fluga i soppan! (roll)
- 1980 – Le Coup du parapluie (roll)